# Авторство назви (ботаніка)
У ботанічній номенклатурі авторство назви — це спосіб цитування особи або групи осіб, які валідно опублікували ботанічну назву, тобто які першими опублікували назву, виконавши формальні вимоги, визначені Міжнародним кодексом номенклатури водоростей, грибів та рослин. У випадках, коли вид більше не відповідає своєму початковому родовому положенню, наводиться авторство як початкового родового положення, так і нового (колишнє в круглих дужках).
У ботаніці прийнято (хоча і не обов'язково) скорочувати імена авторів згідно з усталеним списком стандартних скорочень.
Існують відмінності між авторством назви у ботаніці та авторством назви у зоології. У зоології рік публікації наводиться після імен авторів, а авторством нової комбінації, зазвичай, нехтують. Невелика кількість більш специфічних правил також різняться між рекомендаціями ботанічного та зоологічного кодексів.

## Вступ
У біологічних працях, особливо тих, що стосуються таксономії та номенклатури, а також в екологічних дослідженнях, здавна заведено, що повні посилання на місце, де було опубліковано наукову назву, не вказуються, але вказується скорочене посилання на автора назви, щонайменше, коли вона згадується вперше. Ім'я автора часто не є достатньою інформацією, але може допомогти вирішити деякі проблеми. Такими проблемами є випадки, коли:
- назва таксону, на який посилаються, є неоднозначною, як у випадку з омонімами Ficus L., рід фігових дерев, та Ficus Röding, 1798, рід молюсків;
- назва опублікована в маловідомому журналі або книзі. Іноді ім'я автора може допомогти розв'язувати цю проблему;
- назва не була офіційно опублікована, але передбачуване ім'я автора може допомогти знайти публікацію або рукопис, в якому воно було вказане.

Правила та рекомендації щодо авторства назви у ботаніці викладені у статтях 46-50 Міжнародного кодексу номенклатури водоростей, грибів та рослин. Як зазначено в статті 46 ботанічного Кодексу, в ботаніці заведено посилатися лише на автора назви таксону, як зазначено в опублікованій роботі, навіть якщо це може відрізнятися від заявленого авторства самої публікації.

## Основне авторство
Найпростіша форма авторського посилання в ботаніці застосовується, коли назву наводять у її початковому ранзі та початковому родовому положенні (для біноміальних назв і нижче), де початковий автор (або автори) є єдиним цитованим іменем (іменами), і дужки не ставляться.
Латинський термін "et" або символ амперсанда "&" може використовуватися, коли два автори публікують назву спільноРекомендація 46C.1.
У багатьох випадках авторство складається з двох частин, перша з яких міститься в круглих дужках, наприклад
- Helianthemum coridifolium (Vill.) Cout.

Таке авторство вказує на те, що епітет спочатку був опублікований в іншому роді (в цьому випадку як Cistus coridifolius) першим автором, Домініком Вілларом (вказано в дужках), але перенесений до теперішнього роду Helianthemum другим автором (ревізором) - Антоніу Шавієром Перейрою Коутінью. Або ж автор-ревізор змінив ранг таксону, наприклад, піднявши його з підвиду до виду (або навпаки), з підроду до секції тощоСтаття 49. (Знову ж таки, останнє контрастує з ситуацією в зоології, де не допускається зміна авторства в межах назв родинно-групових, родо-групових і видо-групових назв, тому перехід від підвиду до виду або від підроду до роду не пов'язаний зі зміною авторства в цитованому авторстві).

## Скорочення
Коли цитують ботанічну назву разом з її автором, ім'я автора часто скорочують. Щоб сприяти узгодженості, Міжнародний кодекс ботанічної номенклатури рекомендуєРекомендація 46A, Примітка 1 використовувати «Authors of Plant Names» від Brummitt & Powell (1992), де кожному автору ботанічної назви присвоєно унікальне скорочення. Ці стандартні скорочення можна знайти в International Plant Names Index.
Наприклад, в:
- Rubus L.

скорочення "L." вказує на відомого ботаніка Карла Ліннея, який описав цей рід на с. 492 своєї праці «Species Plantarum» у 1753 році.
- Rubus ursinus Cham. & Schldl.

скорочення "Cham." вказує на ботаніка Адельберта фон Шаміссо, а "Schldl." - на ботаніка Дідеріха Франца Леонгарда фон Шлехтендаля; Ці автори спільно описали цей вид (і віднесли його до роду Rubus) у 1827 році.

## Застосування терміну «ex»
Коли «ex» є компонентом авторства, це означає, що початковий опис не відповідав правилам валідної публікації, але згодом ця ж назва була валідно опублікована другим автором або авторами (або тим же автором у наступній публікації)Стаття 46.4. Однак, якщо наступний автор чітко вказує, що опис належить попередньому автору (і що попередній автор підтвердив цю назву), то «ex» не використовується, і попередній автор вказується один. Наприклад:
- Andropogon aromaticus Sieber ex Schult.

вказує на те, що Йозеф Шультес валідно опублікував цю назву (у цьому випадку в 1824 році), але в його описі назва належить Францу Зіберу (у ботаніці автор ранішої назви передує пізнішій, валідній; у зоології ця послідовність, де вона присутня, є зворотною).

## Приклади
Усі наведені нижче форми авторства є однаково правильними:
- Rubus ursinus Cham. & Schldl.
- Rubus ursinus Cham. et Schldl.
- Rubus ursinus von Chamisso & von Schlechtendal
- Rubus ursinus von Chamisso et von Schlechtendal

Як зазначено вище, автор оригіналу або автор ревізії може описуватися кількома словами, як показано в наступних прикладах з того самого роду:
- Helianthemum sect. Atlanthemum (Raynaud) G.López, Ortega Oliv. & Romero García
- Helianthemum apenninum Mill. subsp. rothmaleri (Villar ex Rothm.) M.Mayor & Fern.Benito
- Helianthemum conquense (Borja & Rivas Goday ex G.López) Mateo & V.J.Arán Resó

## Використання допоміжного терміна «in»
Допоміжний термін «in» іноді використовується для того, щоб вказати на те, що авторство опублікованої роботи відрізняється від авторства самої назви, наприклад:
- Verrucaria aethiobola Wahlenb. in Acharius, Methodus, Suppl.: 17. 1803

Стаття 46.2 Примітка 1 Ботанічного кодексу вказує, що в таких випадках частина, яка починається з "in", фактично є бібліографічним посиланням і не повинна використовуватися без зазначення місця публікації, тому в цьому прикладі бажаною формою назви з авторством буде Verrucaria aethiobola Wahlenb., а не Verrucaria aethiobola Wahlenb. in Acharius.

## Авторство дочірніх рангів
Згідно з ботанічним Кодексом, необхідно посилатися на автора лише для найнижчого рангу відповідного таксону, тобто для наведеного вище прикладу підвиду (Helianthemum apenninum subsp. rothmaleri) не потрібно (або навіть не рекомендується) посилатися на авторство виду ("Mill."), а також підвиду, хоча в деяких джерелах це зустрічається. Єдиним винятком з цього правила є випадки, коли цитується номінований сорт або підвид виду, який автоматично успадковує авторство свого батьківського таксонаСтаття 26.1:
- Rosa gallica L. var. gallica, а не "Rosa gallica var. gallica L."

## Виправлене авторство
Як описано в Статті 47 ботанічного Кодексу, в окремих випадках діагностичні ознаки або опис таксона можуть бути змінені ("виправлені") настільки, що належність назви до початкового таксономічного концепту, за яким вона була названа, стає недостатньою. У цих випадках початкове авторство не змінюється, але до початкового авторства може бути додано таксономічне формулювання з використанням скорочення «emend.» (від лат. emendavit), як показано в цих прикладах з Кодексу:
- Phyllanthus L. emend. Müll. Arg
- Globularia cordifolia L. excl. var. (emend. Lam.).

(У другому прикладі «excl. var.», скорочення від лат. exclusis varietatibus, вказує на те, що цей таксономічний концепт не охоплює сорти, які пізніше були додані іншими дослідниками).

## Інші вказівки
Інші вказівки, які можуть бути додані до авторства наукової назви, охоплюють вказівки на номенклатурний або таксономічний статус (наприклад, «nom. illeg.», «sensu Smith» тощо), попередній таксономічний статус для таксонів, переведених між гібридним і негібридним статусом («(pro sp.)» і «(pro hybr.)», див. статтю 50 ботанічного Кодексу), та інше. Технічно вони не є частиною авторства, а радше є додатковим текстом, проте іноді вказуються в авторстві у менш досконало побудованих таксономічних базах даних. Деякі конкретні приклади наведені в Рекомендаціях 50A-F ботанічного Кодексу:
- Carex bebbii Olney, nomen nudum (alternatively: nom. nud.)

для назви таксону, опублікованої без прийнятного опису або діагностики
- Lindera Thunb., Nov. Gen. Pl.: 64. 1783, non Adans. 1763

для омоніму - вказуючи в цьому випадку на те, що «Lindera» Карла Петера Тунберга не є тим самим таксоном, що й названий раніше Мішелем Адансоном, причому відповідність двох назв є випадковим збігом
- Bartlingia Brongn. in Ann. Sci. Nat. (Paris) 10: 373. 1827, non Rchb. 1824 nec F.Muell. 1882

як зазначено вище, але з двома попередніми (і, цілком можливо, не пов'язаними між собою) омонімами, перший з яких належить Людвігу Райхенбаху, а другий - Фердинанду Мюллеру
- Betula alba L. 1753, nom. rej.

для назви таксону, яку відхилено (зазвичай на користь пізнішого використання) і внесено до списку відхилених назв, що є додатком до ботанічного Кодексу (альтернативна назва, що зберігається замість відхиленої назви, позначається як «nom. cons.»).
- Ficus exasperata auct. non Vahl

це бажаний синтаксис для назви, яка була неправильно застосована наступним автором або авторами («auct.» або «auctt.») таким чином, що вона фактично представляє інший таксон, а не той, до якого правильно застосовується назва Валя
- Spathiphyllum solomonense Nicolson in Am. J. Bot. 54: 496. 1967, "solomonensis"

вказує на те, що епітет в оригінальній публікації був написаний як solomonensis, але тут він поданий у зміненому вигляді, ймовірно, з метою дотримання Кодексу або з якоїсь іншої легітимної причини.